# Fyrkantserien
La Fyrkantserien era una coppa di calcio svedese giocata tra il 1918 e il 1919, quando la Svenska Serien non vennero disputate. Vi partecipavano quattro squadre: due di Stoccolma e due di Göteborg.

## Albo d'oro
| Anno | Vincitore    | Finalista  |
| ---- | ------------ | ---------- |
| 1918 | IFK Göteborg | Örgryte IS |
| 1919 | IFK Göteborg | Örgryte IS |

## Titoli per club
| Titoli | Club         |
| ------ | ------------ |
| 2      | IFK Göteborg |